# Magdeburger Börse

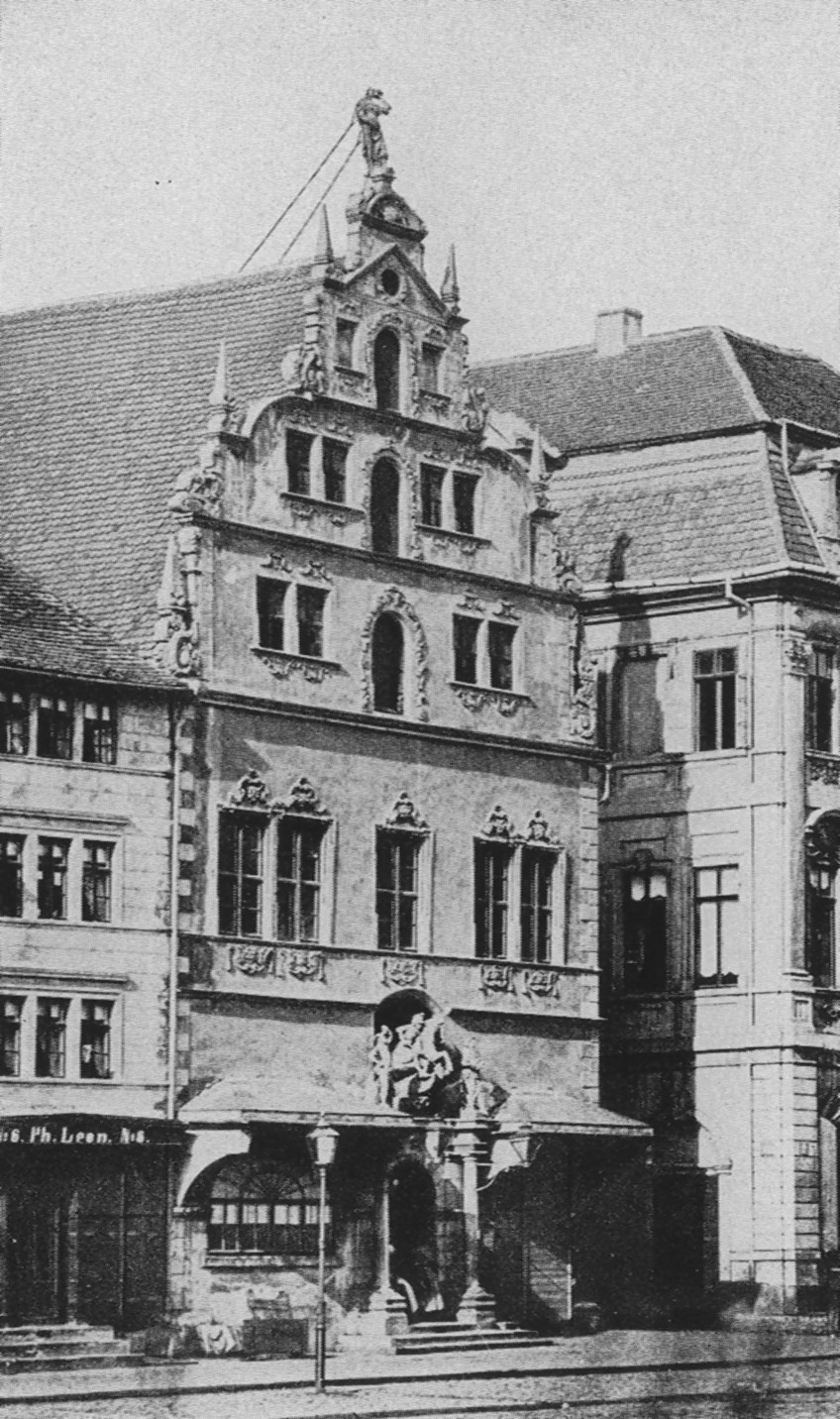
Gebäude der Magdeburger Börse, Alter Markt 5 (vor 1871)

Die Magdeburger Börse war eine Börse in Magdeburg. Besondere Bedeutung erlangte sie für den Handel mit Zucker. Zeitweise gehörte sie in diesem Segment zu den drei großen Weltleitbörsen. Ihr Gebäude wurde während des Zweiten Weltkriegs zerstört und gilt als verloren gegangenes Baudenkmal.

## Lage
Das Gebäude der Börse stand auf der Südseite des Alten Markts unmittelbar östlich der Einmündung der Straße Schwibbogen, es hatte die Adresse Alter Markt 5. Heute befindet sich an dieser Stelle in etwa das Wohn- und Geschäftshaus Alter Markt 1 bzw. 1a.

## Geschichte

### Nutzung als Innungshaus der Seidenkramer

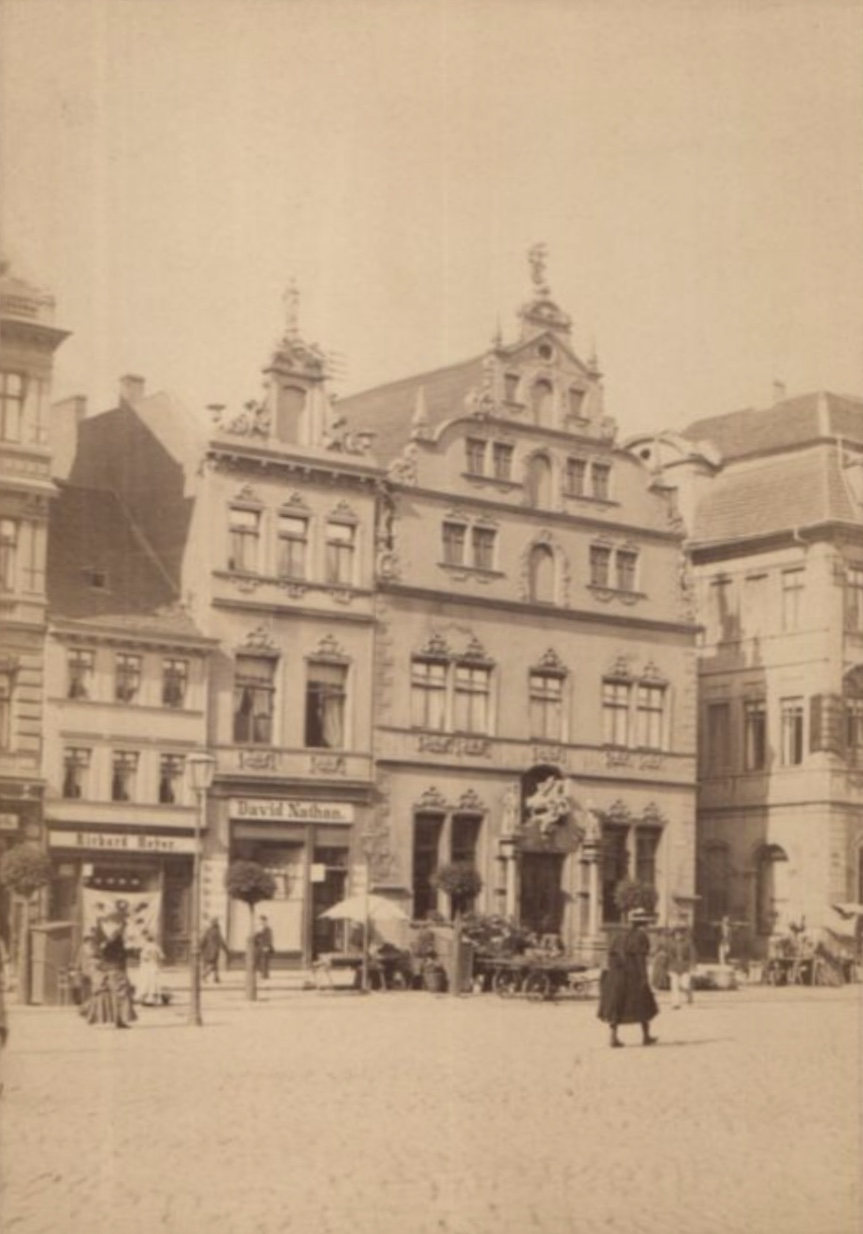
Börse (1880er / 1890er Jahre)

Das Grundstück wurde seit langer Zeit als Standort des Innungshauses der Seidenkramer genutzt. Eine erste Erwähnung des Seidenkramer-Innungshauses erfolgte 1330, anlässlich des Aufstands zehn kleiner bzw. gemeiner Innungen. Der Zerstörung Magdeburgs im Jahr 1631 fiel auch dieses Gebäude zum Opfer. Noch 1638 wurde es als vollständig in Trümmern liegend beschrieben. Lediglich die Gewölbe, womit wohl die Keller gemeint waren, galten als erhaltenswürdig. Es entstanden dann vermutlich behelfsmäßige Bauten und Hintergebäude. Am 10. April 1645 stand ein neues Haus zur Verfügung. Im Gebäude befand sich ein Eckladen, der noch im 18. Jahrhundert nicht zur Innung gehörte. In den Jahren 1652/1653 wurde die Grundsteuer für den Laden vom Arzt und Bürgermeister Johann Drehne gezahlt. Später gehörte das Gewölbe neben Johann Drehne auch Pöckel und Häseler.
Das spätere Börsengebäude wurde in den Jahren 1665/1666 als Innungshaus errichtet. Aus dieser Zeit liegen mehrere Abrechnungen vor, andere Quellen geben auch schon Abrechnungen für den Zeitraum 1664/1665 an. Mit den nötigen Steinmetzarbeiten wurde 1665 der Steinmetzmeister Melchior Lentzen beauftragt. Für 560 Taler hatte er unter anderem die Pfeiler, fünf Laden, eine weite Tür am Schwibbogen, Quaderstücke für die Ecken, fünf gekröpfte Fenster, den Ritter Georg, das Magdeburger Wappen und das Gesimswerk zu erstellen. Der Auftrag bezog sich auch auf Elemente, die im Laufe der Baugeschichte des Gebäudes später wieder verschwanden, wie eine hofseitige Tür auf Muschelart mit behörigen Sitzen, weitere vier Fenster und eine steinerne Rinne mit der Länge des Gebäudes. Ein anderer Entwurf, der eine Ausführung entlang des Schwibbogens in Fachwerkbauweise vorsah, wurde nicht umgesetzt. Andere markanten Elemente wie die Säulen beidseits des Portals als auch die Statuen auf den Säulen und auf dem Giebel, wurden jedoch nicht erwähnt. Zumindest bezüglich der Statuen wird davon ausgegangen, dass sie nicht von Lentzen stammten. Als Maurermeister war H. Zöttel und als Zimmermeister Chr. Burchard tätig.
Der Bau zog sich über einen längeren Zeitraum hin, möglicherweise fehlte es an Geld. Für 1667 ist eine Rechnung über die Lieferung von Mauersteinen erhalten. Noch 1674 wurde Geld für die Ausmalung des Saals im Obergeschoss eingesammelt. Die Gesamtkosten waren wohl auf 2400 Taler veranschlagt worden.
Zum Haus gehörte ein hinter dem Haus Alter Markt 6 befindlicher Hof, der ehemals mit einem Schlachthaus bebaut war. 1649 verkaufte die Innung die Fläche für 100 Taler an den Bortenwirker Christoph Kirchhof.
Die Nutzung als Innungshaus blieb bis zur Auflösung der Innungen 1808 bestehen. Die Regierung des Königreichs Westphalen beschlagnahmte das Innungsvermögen. Dann wurde das Gebäude von der Kaufleute-Brüderschaft für 1000 Taler in Gold erworben. Die Kaufmannschaft nutzte das Haus ab 1824 als Börse. Außerdem wurde die Handelskammer hier untergebracht.

### Erste Gründung der Börse 1824
Der Anstoß zur Gründung der Börse ging auf den Magdeburger Oberbürgermeister August Wilhelm Francke zurück, der sich 1820 an die Kaufleute der Stadt wandte und auf die Bedeutung eines solchen Marktes zum Handel mit Wertpapieren für die regionale Wirtschaft hinwies.
Am 12. März 1824 wurde im Innungshaus am Alten Markt der Beschluss zur Gründung der Magdeburger Börse gefasst. Die erste Börsenversammlung trat dann am 16. März zusammen. Weitere Versammlungen erfolgten jedoch nicht. Die Börse erwies sich als nicht wirtschaftlich.
1838/1839 erfolgten Umbauten.

### Zweite Gründung 1843
1843 erfolgte dann durch das Engagement mehrerer Unternehmen und unter anderen auch Carl Friedrich Denekes eine Wiederbelebung der Magdeburger Börse. Die Neugründung fand am 1. August 1843 statt. Mangels gesetzlicher Börsenvorschrift gab es noch keine Börsenordnung.
Gehandelt wurde zwischen 11:30 und 12:30 Uhr. Dienstags und donnerstags wurden die Preise für Getreide, Kartoffeln, Öl und Spiritus sowie für einige Unternehmenspapiere ermittelt. Zunächst beschränkte sich der Aktienhandel auf Papiere der Magdeburg-Halberstädter Eisenbahn, der Magdeburg-Köthen-Halle-Leipziger Eisenbahn-Gesellschaft und der Vereinigten Dampfschiffahrts-Compagnie. Später kamen weitere regionale Papiere wie das der Magdeburger Privatbank hinzu. Gehandelt wurde auch mit Gold.
Da die Räumlichkeiten sich als zu eng erwiesen, erwarb man 1857 das benachbarte Grundstück Alter Markt 6 für 11.000 Taler Gold hinzu. Dieses Haus wurde im Zeitraum bis 1866 für insgesamt 2223 Taler Gold und 3 Groschen Silber instand gesetzt.
Am 19. Januar 1863 wurde eine Börsenordnung erlassen. Sie verbot Frauen den Zutritt zur Börse. Auch zahlungsunfähige oder wegen Bankrott verurteilte Personen hatten keinen Zutritt. Ansonsten war der Zutritt lediglich vom Erwerb einer Börsenkarte abhängig. Trotzdem wird berichtet, dass sich ein wesentlicher Teil des Börsengeschehens nicht im Gebäude Alter Markt 5–6, sondern davor auf der Straße abspielte. Der Polizeipräsident sah sich 1868 zur Beseitigung des Verkehrshindernisses veranlasst, solche Versammlungen bei Strafandrohung von einem Taler zu verbieten. Endgültig erledigte sich dieses Problem aber erst 1872, als die Börse von der ersten Etage in das Erdgeschoss des Gebäudes zog. Die Aufsicht über die Börse führten die Ältesten der Kaufmannschaft der Stadt.
Einen deutlichen Aufschwung nahm die Börse nach dem Ende des Deutsch-Französischen Kriegs 1870/71. Durch die von Frankreich an Deutschland erbrachten Reparationszahlungen ergab sich auch im Raum Magdeburg eine wirtschaftliche Belebung. Hinzu kamen Erleichterungen bei den rechtlichen Voraussetzungen zur Bildung einer Aktiengesellschaft, es genügte die Anfertigung eines Prospekts. Die Effektenbörse in Magdeburg profitierte von diesen günstigen Rahmenbedingungen.
Bereits 1873 kam es jedoch zum sogenannten Gründerkrach, der mit Bankpleiten und einem starken Kursverfall einherging. Die Magdeburger Effektenbörse wurde weitgehend bedeutungslos.
1871/1872 erfolgte ein weiterer Umbau des Hauses. In den 1870er Jahren erhielt die Fassade einen grauen Farbanstrich.

### Zuckerbörse

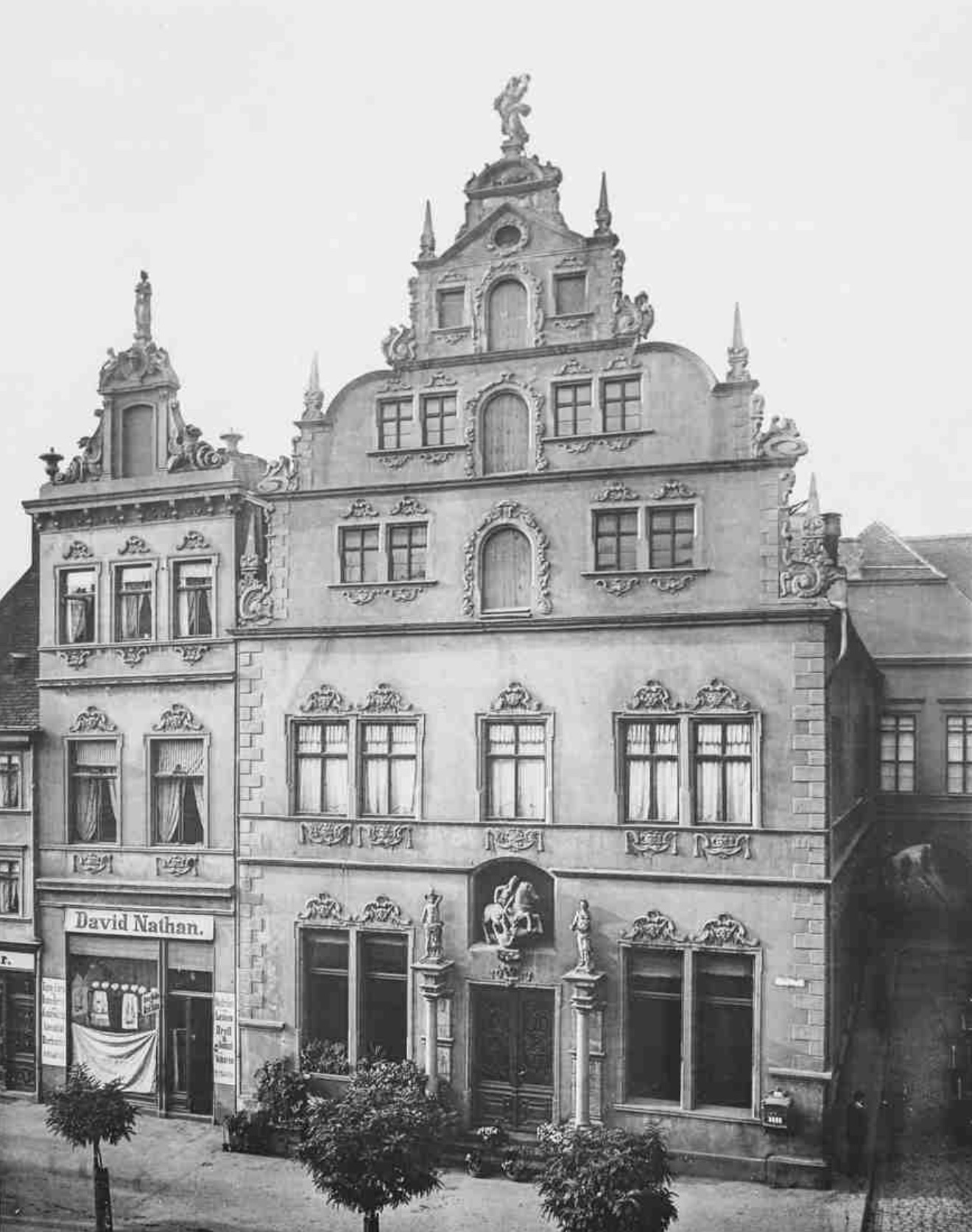
1892 oder früher

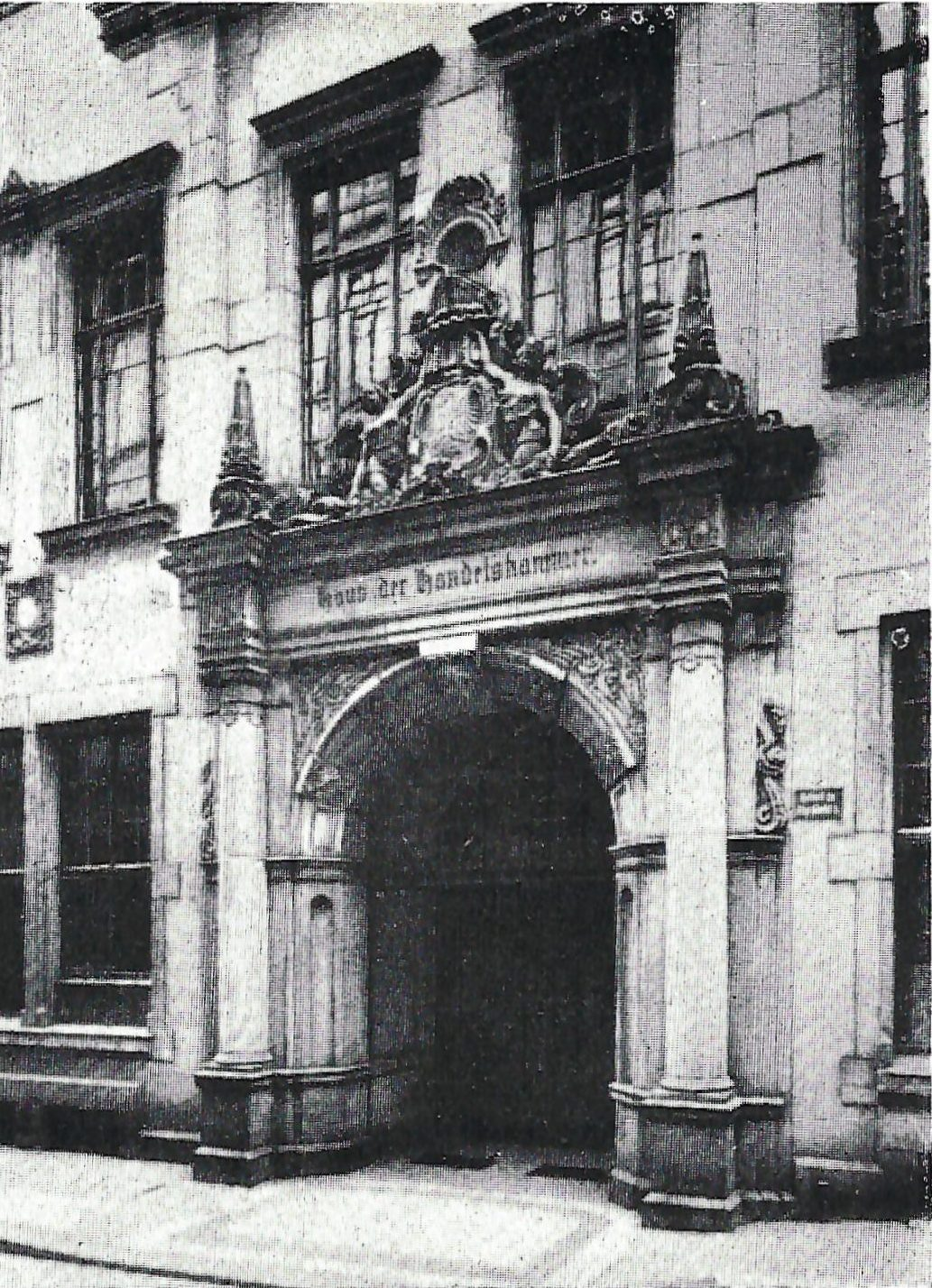
Seiteneingang an der Straße Schwibbogen

Am 12. April 1873 gab es eine Versammlung Magdeburger Kaufleute und von Landwirten der Umgebung. Es wurde beschlossen, dass zukünftig jeweils Sonnabends zwischen 11 und 12 Uhr im Börsensaal eine Produktenbörse durchgeführt wird. Die Börsentätigkeit begann am 12. April 1873. Magdeburg und die Magdeburger Börde waren durch die Gewinnung von Zucker aus hier angebauten Runkelrüben inzwischen zu einem bedeutenden Zentrum der europäischen Zuckerindustrie geworden. Der Zuckerhandel gewann ab 1875 erheblich an Bedeutung. Ab 1876 wurde Zucker an der Magdeburger Börse notiert. Neben Paris und London erreichte die Magdeburger Börse hier den Status einer Weltleitbörse. Während London und Paris vor allem aus Zuckerrohr gewonnenen Zucker aus Kolonialgebieten handelten, dominierte in Magdeburg der aus Rüben gewonnene Zucker. Mit der steigenden Bedeutung des Zuckerhandels traten die anderen Produkte immer weiter in den Hintergrund. Es gab zwar noch bis 1895 auch hierzu offizielle Notierungen, der tatsächliche Produktenhandel beschränkte sich aber praktisch auf Zucker und Getreide. Seit 1883 erfolgte die Kursfeststellung für Zucker dann bereits täglich.
Im Jahr 1885 gründeten mehrere Magdeburger Unternehmen den Deutschen Zuckerexportverein zu Magdeburg. Geleitet wurden diese Bemühungen von Bernhard Lippert und Hermann Reichardt. Der Verein etablierte an der Magdeburger Börse eine Warenterminbörse für Zucker. Die erste amtliche Notierung für Zuckerterminpreise wurde am 2. August 1886 durchgeführt. Die Gründung der Magdeburger Zuckerterminbörse war so noch vor der Begründung der entsprechenden Terminbörsen in London oder Hamburg erfolgt.
Mit der Gründung der Terminbörse verfolgten die Zuckeranbieter das Ziel, vom Weltmarkt und seinen Schwankungen unabhängiger zu werden. Der Zucker konnte so bereits vor seiner Produktion zu einem bekannten Preis veräußert werden.
Allerdings erfolgten die Termingeschäfte auch spekulativ. 1889 erfolgte der auf Spekulationsgeschäfte zurückzuführende Magdeburger Zuckerkrach.
In Reaktion auf den Zuckerkrach wurde auch in Magdeburg, nach dem Vorbild Hamburgs, eine Liquidationskasse eingerichtet. Die als Aktiengesellschaft mit einem Grundkapital von drei Millionen Mark gegründete Magdeburger Liquidationskasse stellte die Erfüllung von Termingeschäften sicher.
Die wachsende Bedeutung der Magdeburger Börse, die auch als Zuckerbörse bezeichnet wurde, führte 1885 zu Plänen ein neues speziell für die Börse geplantes Gebäude zu bauen. Als Bauplatz war ein Grundstück am damaligen Kaiser-Wilhelm-Platz (dem heutigen Universitätsplatz) vorgesehen. Allerdings kam es mit der Stadt Magdeburg als Grundstückseigentümerin nicht zu einer Einigung über den Kaufpreis.
1886 und 1887 gab es Bemühungen der Berliner und Hamburger Börse, den Magdeburger Zuckerhandel an sich zu ziehen. Der ursprünglich einmal in Magdeburg gegründete Verein der deutschen Zuckerindustrie unterstützte Berlin. Einer Magdeburger Kommission unter Leitung von Friedrich August Neubauer, an der auch Otto Pilet und Wilhelm Zuckschwerdt beteiligt waren, gelang es jedoch, diesen lukrativen Handel an der Magdeburger Börse zu halten. Die Kommission war zu dem Schluss gekommen, dass zur Stärkung des Magdeburger Zuckerhandels der Bau neuer Speicher erforderlich sei, um größere Lagerkapazitäten bereitzustellen und sich insbesondere gegen Hamburg zu behaupten. Die auch als ehrenamtliche Stadträte fungierenden Mitglieder der Kaufmannschaft Otto Hubbe, Wilhelm Hauswaldt und Max Dürre setzten bei der Stadtverwaltung die 1888 erfolgende Bereitstellung entsprechende finanzieller Mittel durch. Es entstanden im neuentstehenden Handelshafen Magdeburgs zwei große neue Zuckerspeicher.
Im Jahr 1896 trat ein Börsengesetz in Kraft, welches einschneidende Veränderungen mit sich brachte. Der Terminhandel für Getreide und Mehl wurde verboten. Für Warentermingeschäfte wurde ein Registerzwang eingeführt. In Magdeburg wurde zugleich auch die Börsenordnung überarbeitet. Die Getreidebörse wurde aufgelöst und die Börsenaufsicht verschärft.
Der formale Börsenstatus bestand jedoch nur für den Zuckerterminhandel. Die übrigen Handelsaktivitäten, vor allem Wertpapiere, aber auch der Handel mit Rohzucker oder raffiniertem Zucker, galten als börsenartige Versammlung und unterlagen nicht den strengeren Vorschriften des neuen Börsengesetzes.
Insbesondere die Einführung des Registerzwanges führte jedoch zu einem deutlichen Rückgang des Handelsvolumens. Der Registerzwang wurde dann jedoch 1903 im Zuge einer Gesetzesnovellierung wieder aufgehoben.
Mit der Umwandlung der Kooperation der Kaufmannschaft in die Handelskammer gab es wegen der so vermehrten Aufgaben einen größeren Platzbedarf. Daher wurden die Grundstücke Lödischehofstraße 16 und 17 für 90.000 Mark angekauft. Am 20. Juni 1904 wurde der Grundstein für einen Neubau gelegt. Bis Mai 1905 war der erste Bauabschnitt mit neuem Börsensaal, Frühstückszimmer und Posträumen abgeschlossen. An der Westseite zum Schwibbogen hin entstand ein Zwerchhaus. Weitere Baumaßnahmen erfolgten dann bis 1945 nicht mehr.
Der Beginn des Ersten Weltkrieges brachte auch ein Ausfuhrverbot für Zucker. Sämtliche getätigten Zuckertermingeschäft wurden annulliert. Die Zuckerbörse aber auch der sonstige Effekten- und Produktehandel an der Magdeburger Börse wurden eingestellt. Auch nach Kriegsende kam es aufgrund der auch im Zusammenhang mit Reparationszahlungen stehenden weiter andauernden Zwangswirtschaft zunächst nicht zu einer Wiederaufnahme des Börsenhandels.

### Wiederbelebung nach dem Ersten Weltkrieg

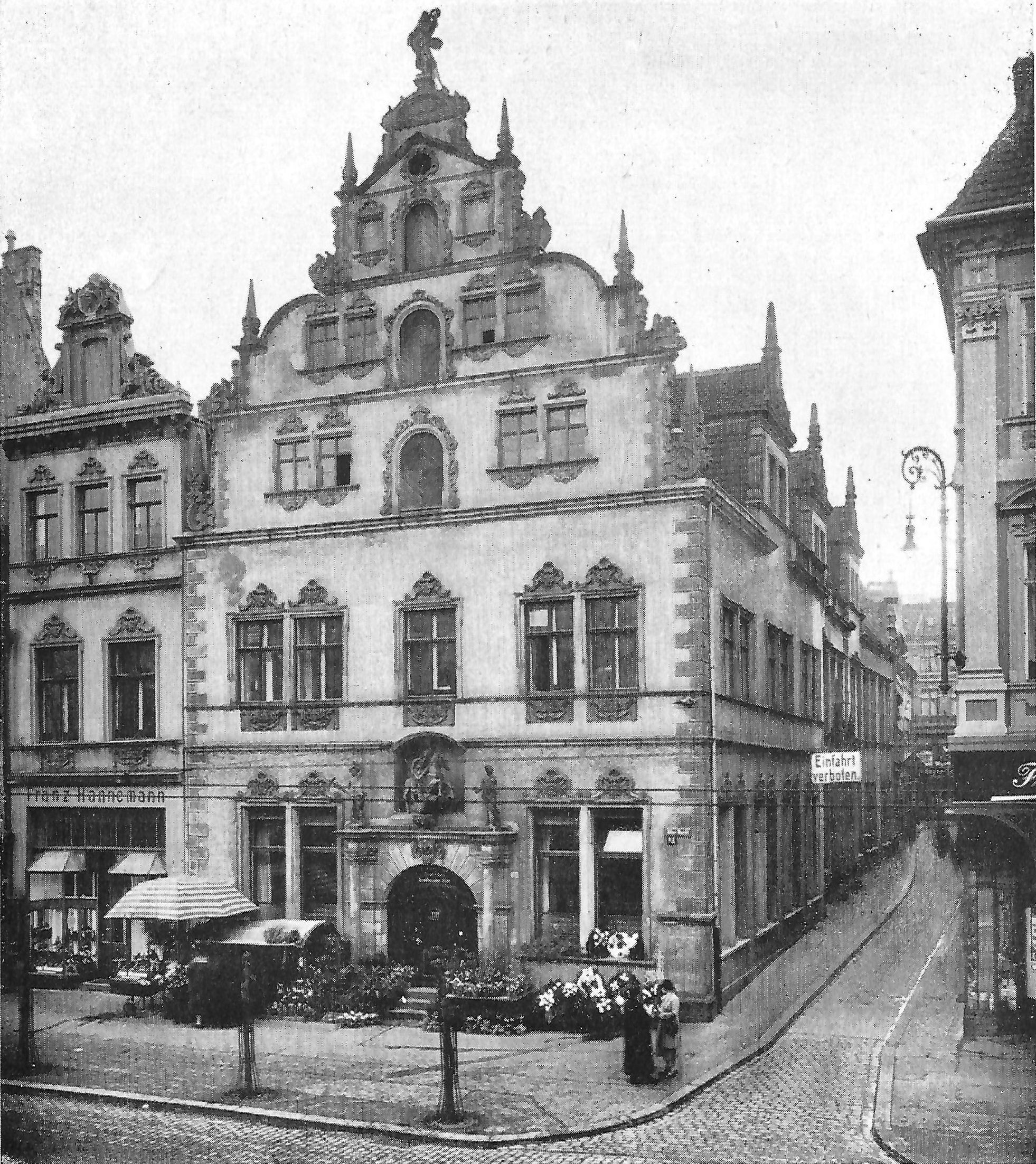
Börsengebäude in den 1920ern

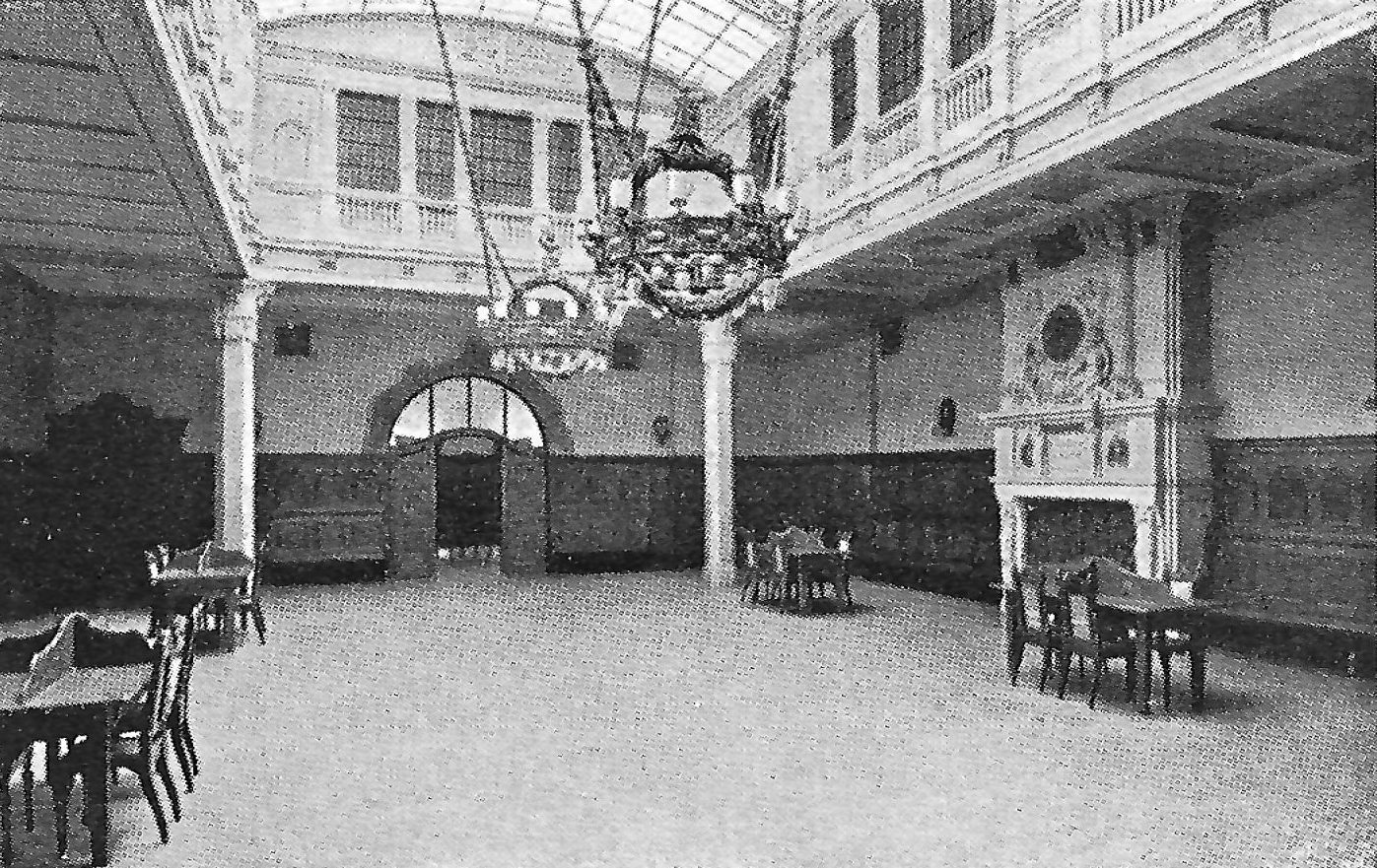
Börsensaal in den 1920er Jahren

1921 fand dann für Wertpapiere die erste börsenartige Versammlung der Magdeburger Börse statt. Die zunehmende Industrialisierung Magdeburgs hatte inzwischen jedoch die wirtschaftliche Bedeutung der Stadt auch abseits des Zuckers erhöht. Auch bedingt durch eine Überlastung der Berliner Börse wurde dann am 20. Februar 1923 in Magdeburg wieder eine amtliche Effektenbörse eröffnet. Es wurden 68 Papiere, darunter die von 30 Aktiengesellschaften, amtlich notiert. Im Freiverkehr wurden 52 weitere Papiere gehandelt. Börsenartige Versammlungen wurden nun wieder für Getreide, Kolonialwaren und Landesprodukte durchgeführt. Noch im August 1923 wurde eine offizielle Produkten- und Getreidebörse gegründet. 1925 folgte, nach Änderungen im Steuerrecht, die Wiederbegründung der Zuckerterminbörse, wobei die Notierungen ausschließlich für Weißzucker erfolgten. Zeitgleich gründete sich auch an der Hamburger Börse wieder eine Zuckerterminbörse.

### Niedergang und Zerstörung
In späteren Jahren verlor die Magdeburger Börse neben den anderen großen deutschen Börsen zunehmend an Bedeutung. Insbesondere auch die Umsätze der Zuckerterminbörse gingen zurück. Im Gebäude Alter Markt 5, 6 befand sich oberhalb des Eingangs vom Alten Markt her die Börse, das Handelskammer-Schiedsgericht, die Schiedsstelle des Reichsnährstandes für Liefertreitigkeiten, die Wirtschaftskammer Mittelelbe und die Abteilung Börse der Commerzbank AG. Vom Eingang Lödischehofstraße 18 her war die Bezirkliche Ausgleichsstelle für Öffentliche Aufträge und die Bereichsstelle Mittelelbe der Reichsgruppe Industrie-Werkluftschutz erreichbar.
Direkt vor dem Gebäude hatte die Blumenhändlerin F. Drohne ihren Stand. Das Bestehen eines Blumenstandes an dieser Stelle war eine langjährige Tradition. Der jeweilige Händler hatte hier einen direkten Einstieg in das Kellergewölbe des Hauses, wo Waren kühl gelagert werden konnten.
Im Zuge des Zweiten Weltkrieges stellte sie ihre Tätigkeit ein. Das von der Börse genutzte Gebäude am Alten Markt wurde am 16. Januar 1945 bei einem Luftangriff weitgehend zerstört. Die Ruine des Hauses blieb bis zum Obergeschoss erhalten. Trotzdem erfolgte im Rahmen der Enttrümmerung des Bereichs der vollständige Abriss des Gebäudes, was auch schon zeitgenössisch bedauert wurde. Bei nach der Zerstörung erfolgten archäologischen Untersuchungen wurden über einer Abfallgrube Scherben aus dem 12., 13. und 14. Jahrhundert gefunden. In der Grube befand sich eine Holzkohleschicht, in und unter der Reste von Kugeltöpfen niedersächsischer Machart aus der Zeit um das Jahr 1000 und dem 11. Jahrhundert festgestellt wurden. Außerdem fanden sich Reste von mit Wellen verzierten Standbodengefäßen und slawischen Standbodengefäßen aus der Zeit vor dem Jahr 1000 gefunden.
Bedingt durch die sozialistische Ausrichtung der DDR, kam es nach Kriegsende nicht zu einer Wiederbelebung der Börse. Die Reste des Gebäudes wurden später abgerissen und der Bereich in der Zeit der DDR mit modernen Wohn- und Geschäftshäusern bebaut.

## Architektur

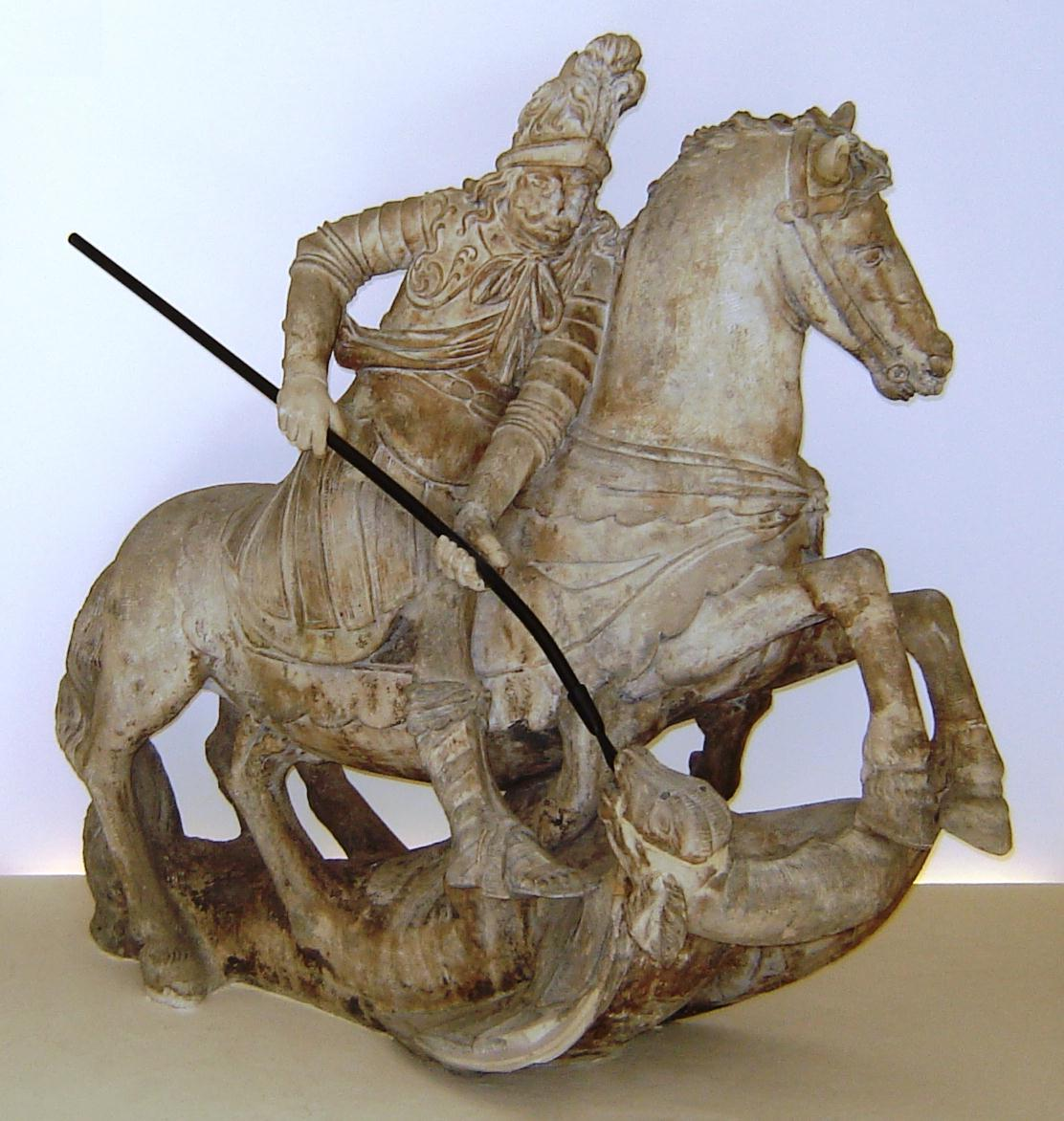
Figur des Heiligen Georg im Jahr 2013

Das 1665/1666 errichtete verputzte Giebelhaus war zweigeschossig und wurde von einem dreigeschossigen Giebel bekrönt. In der Gestaltung ähnelte es dem Haus Zum Türmchen.
Während das Erdgeschoss jedoch als eher derberer Quaderbau wirkte, wurde der Aufbau nach oben filigraner. Bei den Umbauten 1871/1872, bei denen der Börsensaal ins Erdgeschoss verlegt und die Ladengeschäfte aufgegeben wurden, wurden im Erdgeschoss Fenster ähnlich denen im Obergeschoss eingebaut, was dem unteren Geschoss eine leichtere Erscheinung gab und zeitgenössisch als zu zart kritisiert wurde.
Die marktseitige Fassade war fünfachsig ausgeführt, in der Mittelachse war das Portal angeordnet. Es bestand ursprünglich ein rundbogiges Eingangsportal, zu dessen Seiten Läden angeordnet waren. Flankiert wurde das Portal beiderseits von jeweils einer Säule, auf der eine Figur thronte. Oberhalb des Portals befand sich eine von einem flachen Bogen überspannte Nische, in der sich eine Reiterfigur des Heiligen Georg befand. Die Figur ist erhalten und befindet sich heute im Gebäude der IHK auf der Nordseite des Alten Markts. 1871/1872 erfolgte ein Umbau unter anderem des Portals.
Der prächtig gestaltete Giebel war nach Norden zum Alten Markt ausgerichtet. Die Langseite führte entlang des Schwibbogens. Dort befand sich das eigentliche Hauptportal. Es war mit Haus der Handelskammer überschrieben. Auf dem Schlussstein des Bogens stand Börse. Die Gebäudekanten waren mit einer rustizierten Quaderung versehen.
Die Gestaltung des Giebels orientierte sich an lokalen Bautraditionen. Die drei Etagen des Giebels wurden durch kräftige Gesimse voneinander getrennt, während eine vertikale Unterteilung nicht bestand. Schmale Gesimse liefen unterhalb der Fenster. Insgesamt entstand so ein ruhiges, stufenweise aufsteigendes Fassadenbild. Die Seiten des Giebels waren mit Voluten aus Ranken, Bögen und Schneckenwindungen verziert und mit Obelisken bekrönt. Im oberen Teil des Giebels befindet sich ein Dreiecksgiebel, auf dem sich ein verzierter Aufsatz befand. Der Aufsatz wurde seinerseits mit von einer Statue bekrönt. Sie stellte eine weibliche Figur dar, die einen Kranz in einer Hand hielt und so an die Figur des Magdeburger Stadtwappens erinnerte. In der Mitte des Giebels waren in jedem Geschoss rundbogige Ladetüren angeordnet. Sie waren von geschlungenen Rankenverzierungen umgeben. Als Verzierungen an der Fassade bestanden Relief-Ornamente, die ähnlich wie die Voluten des Giebels gestaltet waren. Über den Fensteröffnungen und an den Brüstungen waren so Bögen, Voluten und Muscheln aber auch Masken, Fruchtschnüre und Quasten angebracht.
Die Fensteröffnungen am Giebel waren deutlich kleiner als die im Obergeschoss des Hauses und wiesen karniesförmige Profile auf. Die unterschiedliche Gestaltung der Fenster an der Fassade war wohl keine Folge von Umbauarbeiten, sondern bereits ursprünglich so beabsichtigt.
Im Sitzungssaal befanden sich 1905 entstandene Lünettenbilder des Malers Paul Riess.
Der Keller des Hauses könnte bereits aus dem 13. Jahrhundert gestammt haben. Auf dem Grundstück befand sich auch eine aus dem 17. oder 18. Jahrhundert stammende Fäkaliengrube, die nach der Zerstörung des Hauses archäologisch untersucht wurde.